# Montbéliarde
La montbéliarde est une race bovine française issue du métissage de races autochtones franc-comtoises et de race venue de Suisse. C'est une race du rameau Pie rouge des montagnes, issue de métissage entre variétés franc-comtoises et suisses entre les XVIIIe et XIXe siècles.
C'est une race mixte : elle est une laitière reconnue, appréciée notamment pour la fabrication de fromages célèbres (comté, morbier, bleu de Gex ou encore Mont d'Or). Elle doit sa place de première laitière dans les appellations d'origine protégées françaises, à l'introduction dans les années 1990 de clause d'exclusion raciale visant les races dites étrangères comme la prim'Holstein, la jersiaise ou la brune des Alpes. Elle produit conjointement une viande de qualité. Sa place dans l'élevage bovin en France est en croissance constante depuis ces modifications des AOC/AOP.

## Historique et répartition

### Origine raciale

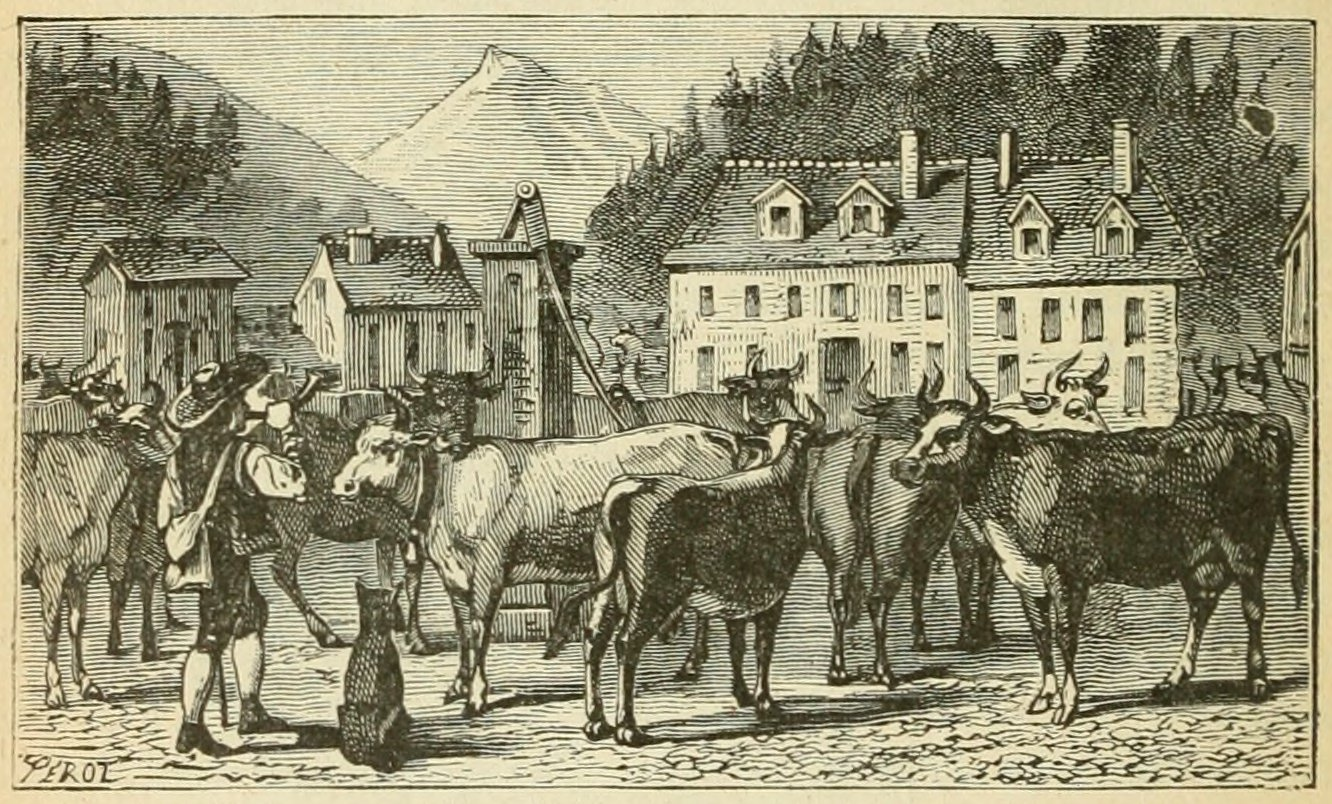
Bétail blanc et rouge sombre en 1877.

Au XVIIIe siècle, la Franche-Comté possède deux races principales distinctes, la fémeline, fine, laitière de couleur blond-froment et élevée principalement dans le piémont et la tourache, rouge foncé à ventre blanc, moins laitière et plus puissante à la traction, élevée plus haut en altitude pour sa capacité à charrier du bois. Ces deux populations ne sont pas bien différenciées, d'autant plus que des métissages existaient. À cette époque, la région exporte des bœufs de travail et des vaches de réforme pour engraissement vers la région betteravière du nord de la France. Or, les deux races sont indistinctement nommées comtoises sans plus de précision.
Une persécution religieuse va faire évoluer le cheptel comtois : persécutés et expulsés du canton de Berne au XVIIe siècle, des fermiers mennonites qui avaient trouvé refuge en Alsace, sont une nouvelle fois expulsés, cette fois par un édit de Louis XIV de 1712,. Accueillis dans la Principauté de Montbéliard, ils y introduisent leur cheptel de race bernoise, la Simmental, du canton de Neuchâtel et de la version pie rouge de race fribourgeoise du canton de Fribourg. Ces deux races proches sont aussi peu différenciées que les deux comtoises. Ce groupe bovin suisse est croisé avec des races locales, les éleveurs locaux amenant leurs vaches aux taureaux étrangers pour améliorer la production de leur troupeau. Ces métissages, donnent la vache « comtoise améliorée », nom donné dans les années 1870-1880 et diluant la tourache dans la comtoise. Outre la meilleure capacité laitière des vaches suisses, dans la région de Montbéliard, les éleveurs d'origine suisse appliquent des méthodes de sélections inconnues côté français. Ainsi, pour Philippe J. Dubois, la montbéliarde est une fribourgeoise pie rouge sélectionnée avec quelques apports génétiques de fémeline et tourache. La dernière étape de la construction de la race Montbéliarde est plus récente, puisque c'est dans les années 1980 qu'elle est croisée avec le rameau pie rouge de la Prim'Holstein afin d'améliorer sa production laitière et la qualité de sa mamelle.

### Structuration de la profession

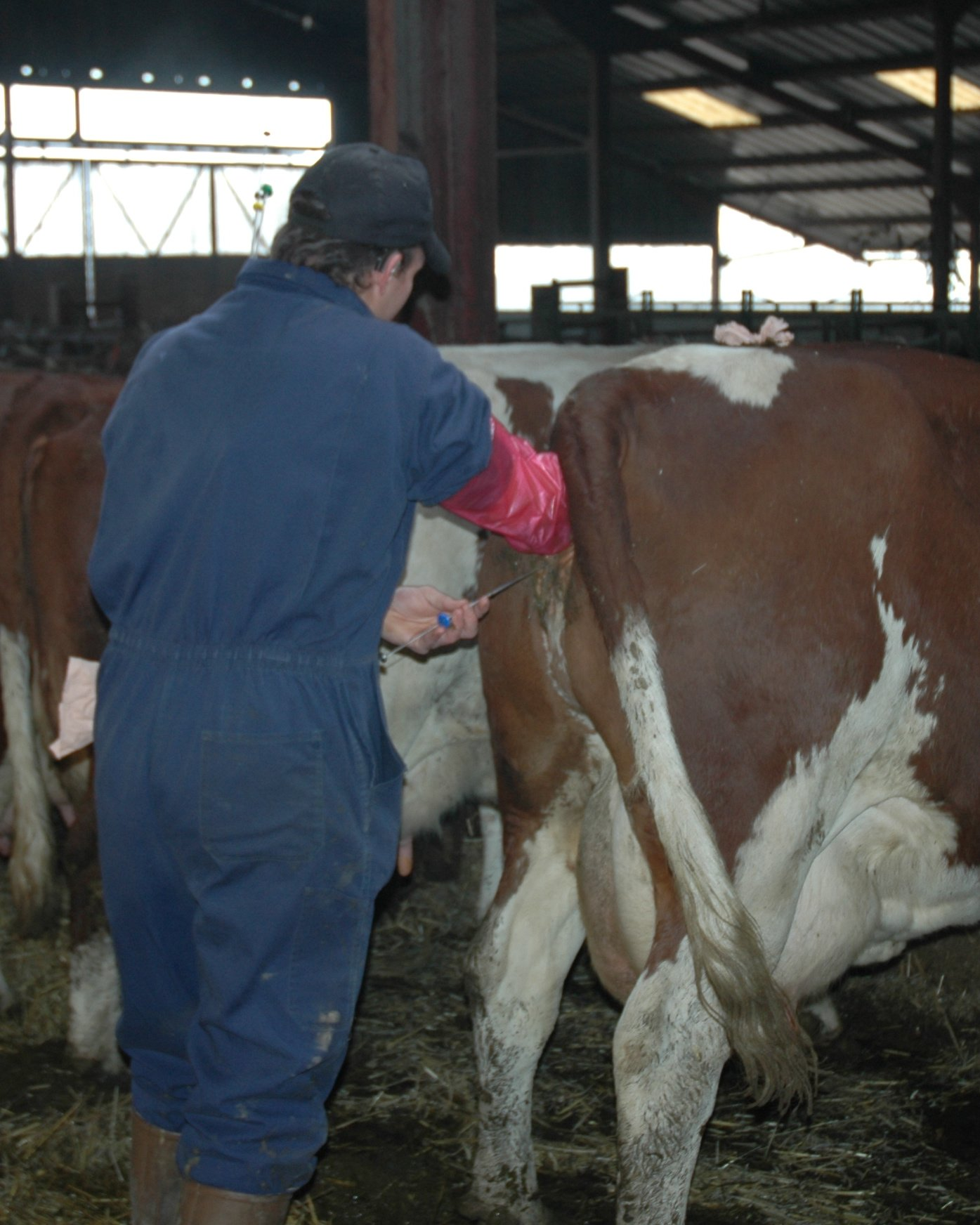
Insémination artificielle dans le Doubs.

Durant un siècle, les éleveurs travaillent à unifier le type de leur cheptel et à améliorer la productivité. La montbéliarde apparait la première fois sous ce nom en 1872 au comice agricole de Langres lors de la présentation d'un groupe de vaches de Joseph Graber de Couthenans (Haute-Saône) . Cette race devient officielle à partir de sa présentation à l'exposition universelle de 1889 à Paris grâce aux efforts de Jules Viette, ministre de l'Agriculture et député du Doubs ; au même moment, le registre généalogique ou herd-book, est ouvert. Le vétérinaire Boulland en est le président. Plusieurs autres personnes vont jouer un rôle dont M. Kholer, descendant d'une famille mennonite ; il a étudié les fromageries suisses et allemandes et initie la création de syndicats d'élevage. En 1903, ces syndicats sont au nombre d'une cinquantaine ; leur rôle est l'échange d'information, le choix des taureaux aptes à la monte naturelle, la tenue d'état civil des animaux ou le jugement de la conformation des bêtes avant entrée dans le registre racial. Les premiers contrôles laitiers apparaissent en 1914 et les premières inséminations artificielles réussies ont lieu en 1937. Les syndicats locaux ont vu leur rôle repris, au niveau national par les centres d'insémination artificielle après la seconde Guerre mondiale. C'est à cette époque que se met en place le testage des taureaux.
Ce travail collectif est à mettre en relation avec l'usage collectif des pâturages et l’existence de fruitières, système coopératif avant l'heure.
Aujourd'hui, la race Montbéliarde est gérée par l'Organisme de Sélection de la Race Montbéliarde (O.S. Montbéliarde), association regroupant les éleveurs, les entreprises à l'origine du progrès génétique et les structures utilisatrices de la montbéliarde. Les missions de l'O.S. Montbéliarde sont l'orientation de la sélection et la promotion de la race. Son siège est situé à Roulans, dans le Doubs.

## Morphologie

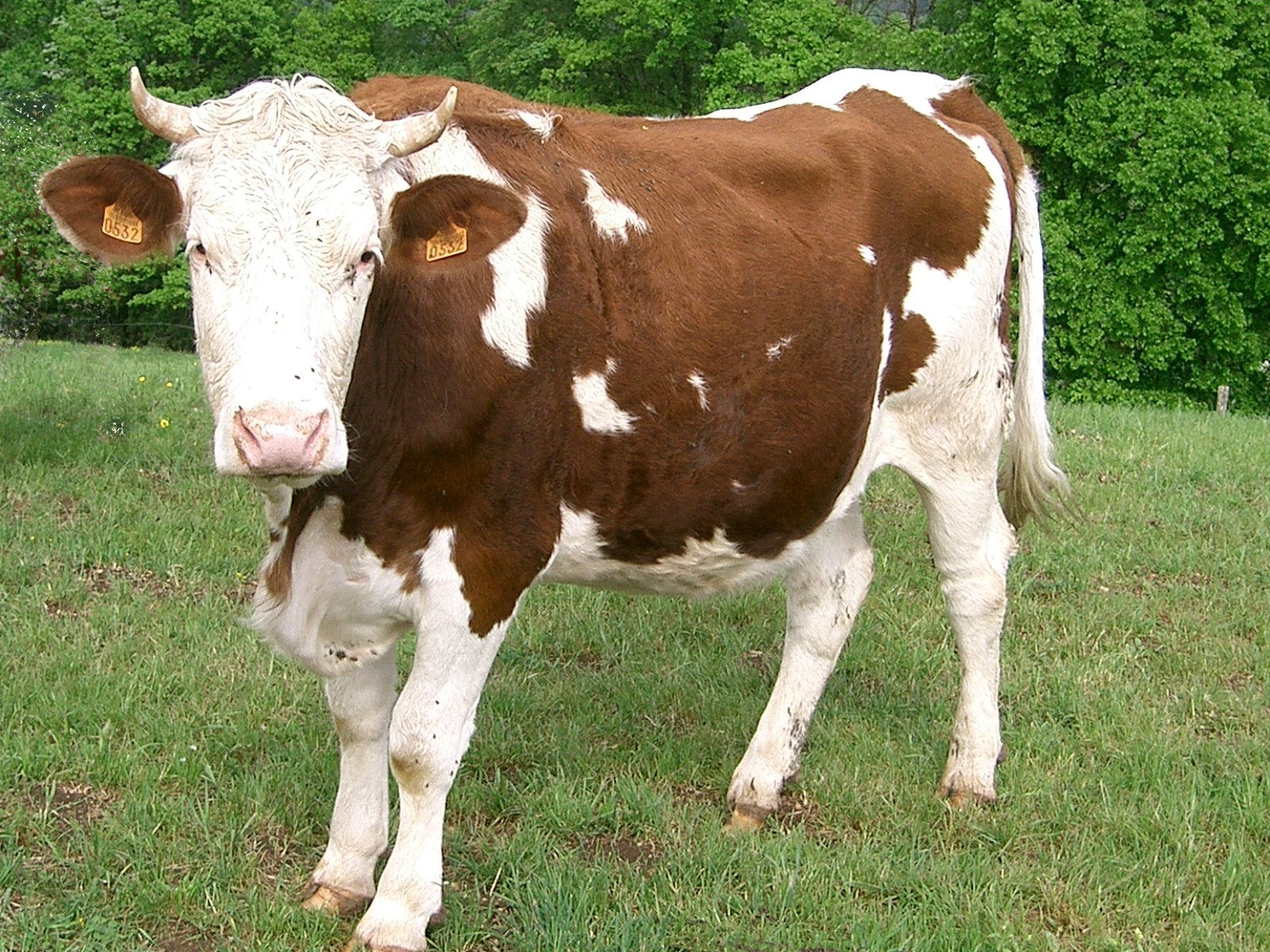
Montbéliarde au pâturage.

La montbéliarde porte une robe pie rouge. La tête est blanche ainsi que le ventre, les membres et la queue. Les oreilles sont rouges et les muqueuses claires. Le rouge du haut du corps est bien délimité et de teinte vive. Les cornes sont courtes, en croissant.
C'est une race bovine de grande taille. La vache mesure 1,46 m de hauteur au garrot et 700 kg pour les femelles et 160 à 170 cm pour 1 000 à 1 200 kg pour les mâles. La poitrine est profonde, le ventre gros et le dos rectiligne. Ils traduisent une bonne capacité pulmonaire et une aptitude à ingurgiter de grandes quantités de nourriture. Le bassin présente une bonne faculté de vêlage et la mamelle est ample, bien attachée avec des trayons bien orientés. Ces critères induisent une bonne production laitière avec un risque de maladie faible et une bonne vitesse de traite,.

## Aptitudes

### Élevage
L'expansion de la montbéliarde hors de sa terre natale a été favorisée par des qualités d'élevage indéniables. Originaire d'une région montagneuse, elle supporte les fortes amplitudes thermiques du climat montagnard et ses membres robustes permettent le pâturage en zone pentue et la marche sur de longues distances.
La pie rouge montre une adaptation à tous types d'élevage. Elle est productive en système intensif avec stabulation permanente et nourriture à base d'ensilage. Les meilleures dépassent 10 000 kg de lait par an sans réduire une bonne longévité. Elles s'adaptent à la taille des grands troupeaux et leur calme ne les empêche pas de défendre leur position. Calme et grégaire, la montbéliarde valorise bien les herbages naturels ou semés. 50 % des vaches sont élevées à l'herbe. Elle peut aussi être conduite en agriculture biologique ; sa robustesse limite les recours au vétérinaire et les interventions nécessaires restent dans le cadre du registre de contrôle.

### Laitières

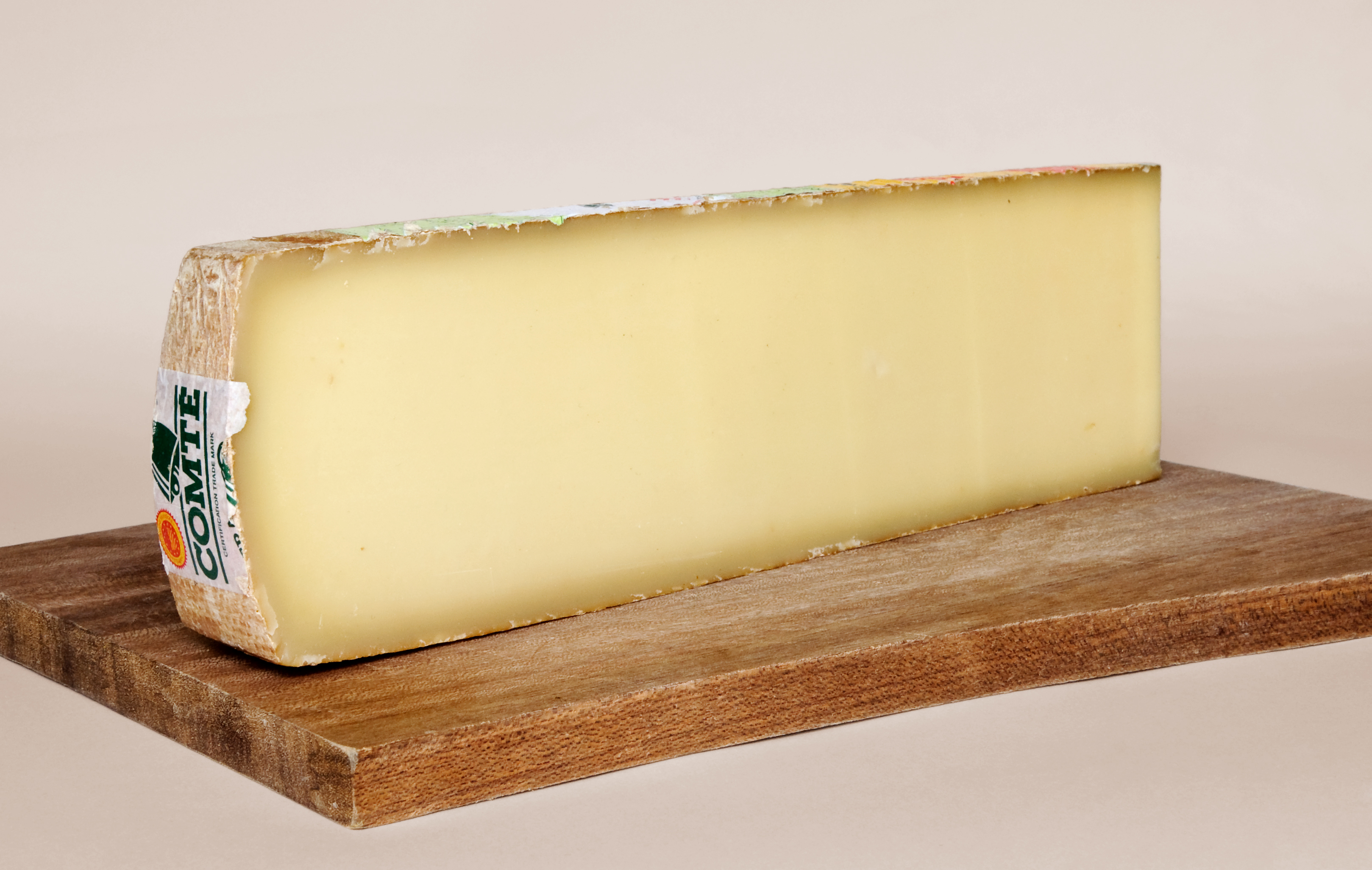
Le comté est un produit phare de la cuisine franc-comtoise, élaboré exclusivement au lait de montbéliarde ou de simmental française ou de vaches métissées de ces deux races.

C'est une race laitière. Elle donne en moyenne 8 133 kg par lactation d'un lait riche en matière grasse. La période de lactation s'étale sur 289 à 353 jours, 333 en moyenne. Le record de production appartient à Meri, une vache née en 1996, qui a donné 178 233 kg de lait sur quatorze années de lactation.
La montbéliarde est la deuxième race laitière française derrière la Prim'Holstein. Entre 2000 et 2013, elle est passée de 13 à 17 % du cheptel laitier. En nombre, elle représente 670 000 animaux en production, 421 000 en contrôle laitier et 250 000 contrôlées sur les performances morphologiques.
Elle est à la base de la fabrication de nombreux fromages en appellation d'origine protégée : comté, reblochon, morbier, mont d'Or, abondance, bleu de Gex, bleu du Vercors-Sassenage, cantal… C'est la principale race utilisée par les AOC fromagères françaises. C'est aussi la meilleure laitière du rameau pie rouge des montagnes. Elle doit sa prééminence à la qualité de son lait. Le taux de coagulation est augmenté de 2,2 % par rapport à la Prim'Holstein grâce à la proportion de caséine coagulable par rapport aux protéines sériques éliminées dans le lactosérum. La bonne santé des vaches est importante, les infections de mamelles ou mammites augmentant les protéines sériques. Enfin, le ratio entre taux de matière protéique et taux de matière grasse et de 1,19, l'optimum se situant entre 1,15 et 1,20. Il donne un bon compromis entre bon égouttage du caillé et la qualité du fromage : goût, apparence extérieure, tenue à la coupe. Les qualités laitières et sanitaires semblent provenir d'une tradition fromagère locale ancienne pour laquelle l’exigence de la qualité alimentaire et sanitaire du lait est primordiale. Cet aspect explique sa conquête des Alpes et du Massif Central pour y assurer l'essentiel de la production fromagère.

### Bouchère

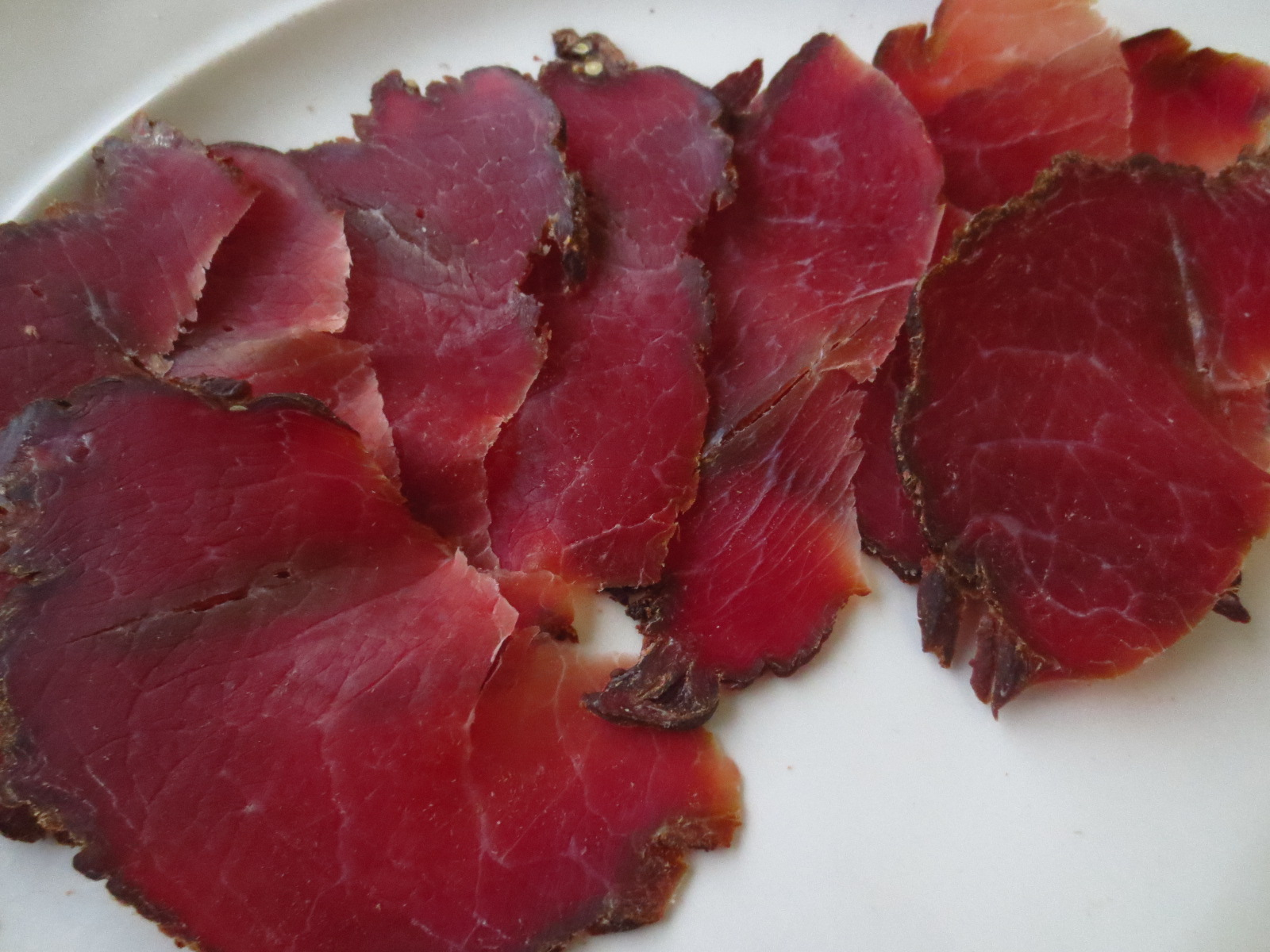
Le brési, une spécialité de Franche-Comté, du canton du Jura et du Jura Bernois, de bœuf fumé et séché, en France à base de races locales montbéliarde et simmental française.

C'est une race mixte qui a une bonne conformation pour la boucherie. Ces qualités permettent une bonne valorisation des animaux. Une enquête réalisée dans la Sarthe et la Mayenne révèle une différence de trente euros supplémentaires par tranche de 1 000 kg de lait produit, grâce à une moyenne de carcasse de 350 kg.
Ces vaches sont appréciées pour leurs qualités de mère : fertilité et facilité de vêlage. En Auvergne, bon nombre de troupeaux sont inséminés avec des races bouchères, charolaise, limousine ou blanc bleu belge. Les veaux sont plus rapides à atteindre le poids de sevrage et l'éleveur y gagne une quinzaine de jours ; cela explique que la montbéliarde soit utilisée à près de 30 % avec de la semence de taureaux bouchers, alors que ce taux ne dépasse pas 13 % pour les Prim'Holstein et normande. Les taurillons grandissent vite et leurs carcasses sont bien notées : ils présentent à âge égal un poids supérieur de 29 kg à un animal prim'holstein, et sont en moyenne valorisés 200 euros de plus.
La viande bovine de montbéliarde est utilisée pour produire le brési, une viande salée, fumée et séchée qui, tranchée finement, est utilisée comme d'autres salaisons bovines ou porcines.

## Sélection
Dans les années 1950-1960, le jeune ingénieur agricole Émile Richème révolutionne la sélection en imposant la sélection linéaire et en mettant en place l’insémination artificielle,.
Les jeunes taureaux sont testés et les meilleurs sont mis à disposition des éleveurs. Ils disposent d'un catalogue de semence pour choisir l'accouplement le mieux adapté à chacune de ses femelles. L'association utilise la technique de la sélection linéaire : Les taureaux sont regroupés en huit familles. Au sein de ces dernières, deux ou trois caractères sont sélectionnés et poussés au maximum, pour être transmissibles facilement à leur descendance. Les défauts ou aptitudes moindres sont contrebalancés par les qualités des vaches. Ainsi, pour chaque taureau, un conseil d'accouplement permet à l'éleveur d'optimiser le choix de semence par rapport aux qualités de ses femelles. L'association propose aussi de la semence sexée sur quelques taureaux.
Les conseils d'accouplement sont aussi destinés à conserver une bonne variabilité génétique dans la population raciale.

## Diffusion de la race

### En France

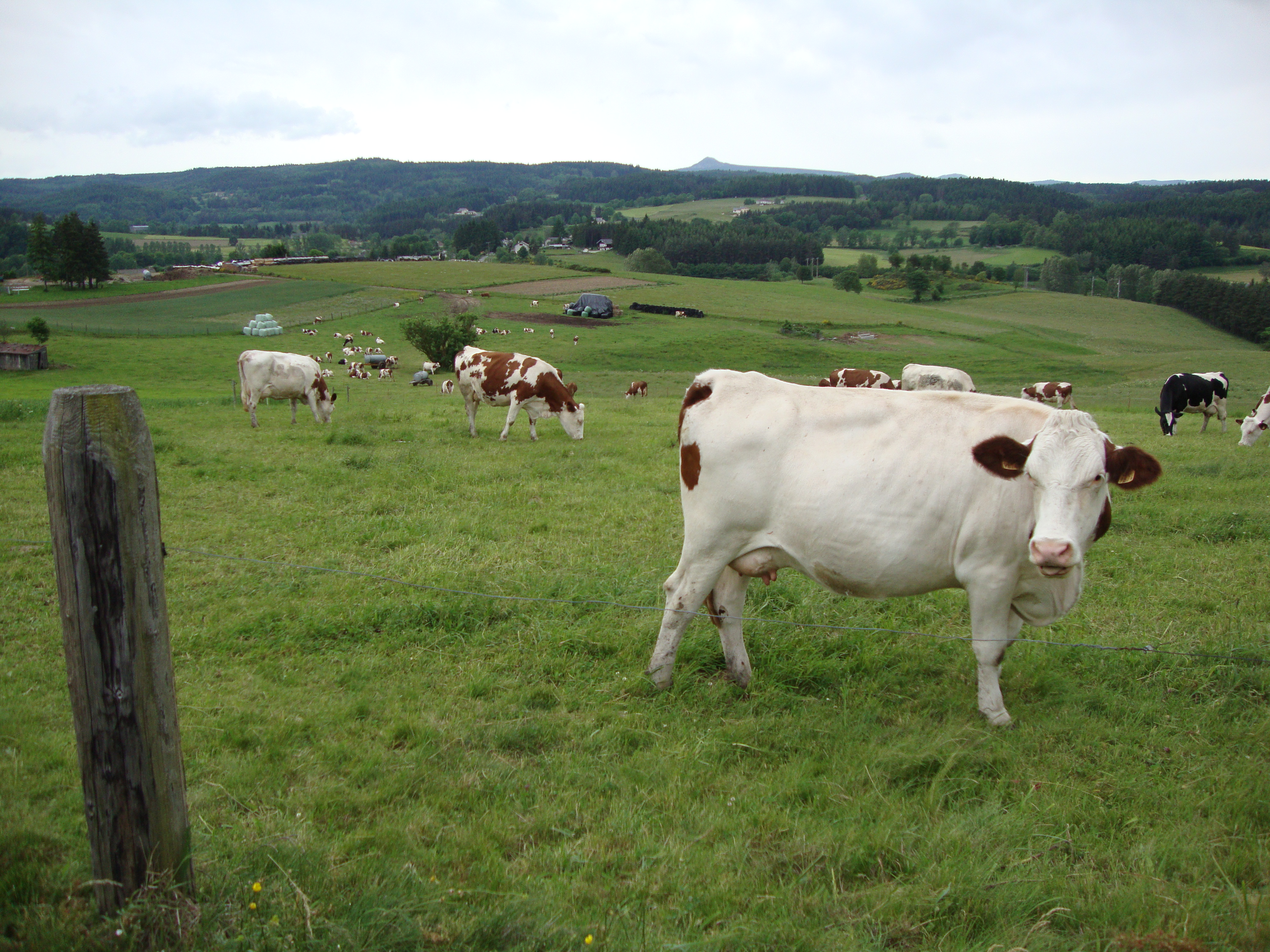
Montbéliardes à Tence en Haute-Loire à 1000 mètres d'altitude.

Le travail effectué sur les performances de la montbéliarde porte ses fruits hors de la Franche-Comté. Elle gagne progressivement tout l'est de la France, plus précisément les massifs montagneux de tradition fromagère. À partir du milieu des années 1950, les montbéliardes gagnent l'Auvergne où elles sont utilisées en production mixte : lait et veaux de viande en croisement avec des taureaux de race charolaise.

### À l'étranger
Des animaux sont exportés en Algérie dès 1910 et montre une bonne acclimatation dans un environnement très différent du climat de Montbéliard. La mixité est bien appréciée et après la première Guerre mondiale, le Maroc et le Cameroun importent des taureaux pour être utilisés à l'amélioration du cheptel local.
Dans les années 1970, elle gagne l’élevage bovin aux États-Unis. Elle y est employée pour améliorer la rusticité des holstein en croisement industriel. En 2013, 637 000 doses de semences y ont été exportées. Toutefois, la France reste le réservoir génétique, puisque les États-Unis ne disposent que d'une centaine d'individus pure race cette même année. La vache montbéliarde peut prendre un nom à consonance locale comme dans l’élevage bovin en Afrique du Sud, sous le nom de Montbeillarde ou la montbéliardsky en République tchèque.
De la semence de montbéliarde a aussi été utilisée dans l’élevage bovin en Espagne, en Suisse pour améliorer le potentiel de la fleckvieh dans ces pays.

## Croisement
Il est possible de croiser des montbéliardes avec des zébus.

## Galerie

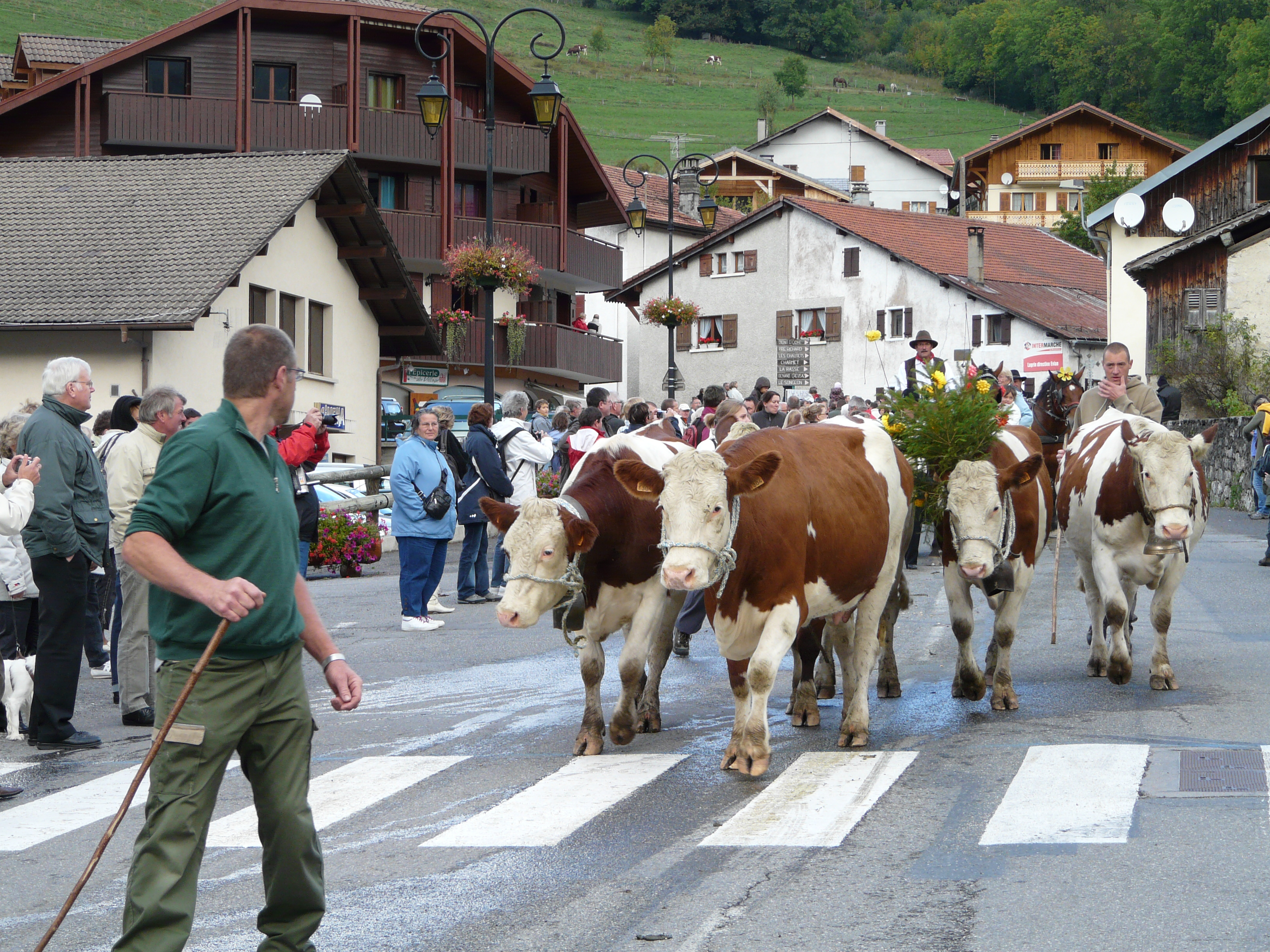
Descente des alpages en Haute-Savoie.
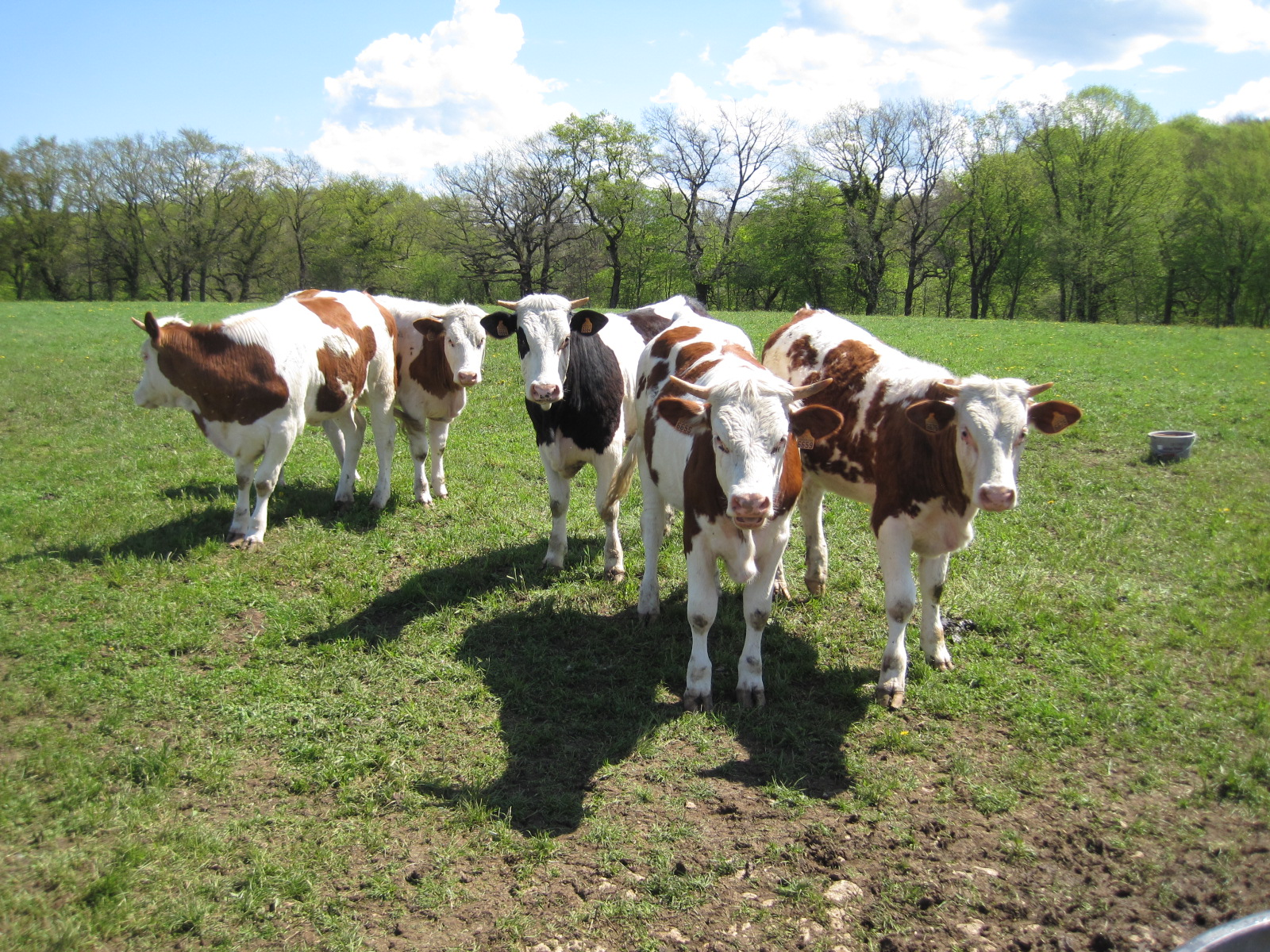
Génisses au pâturage.
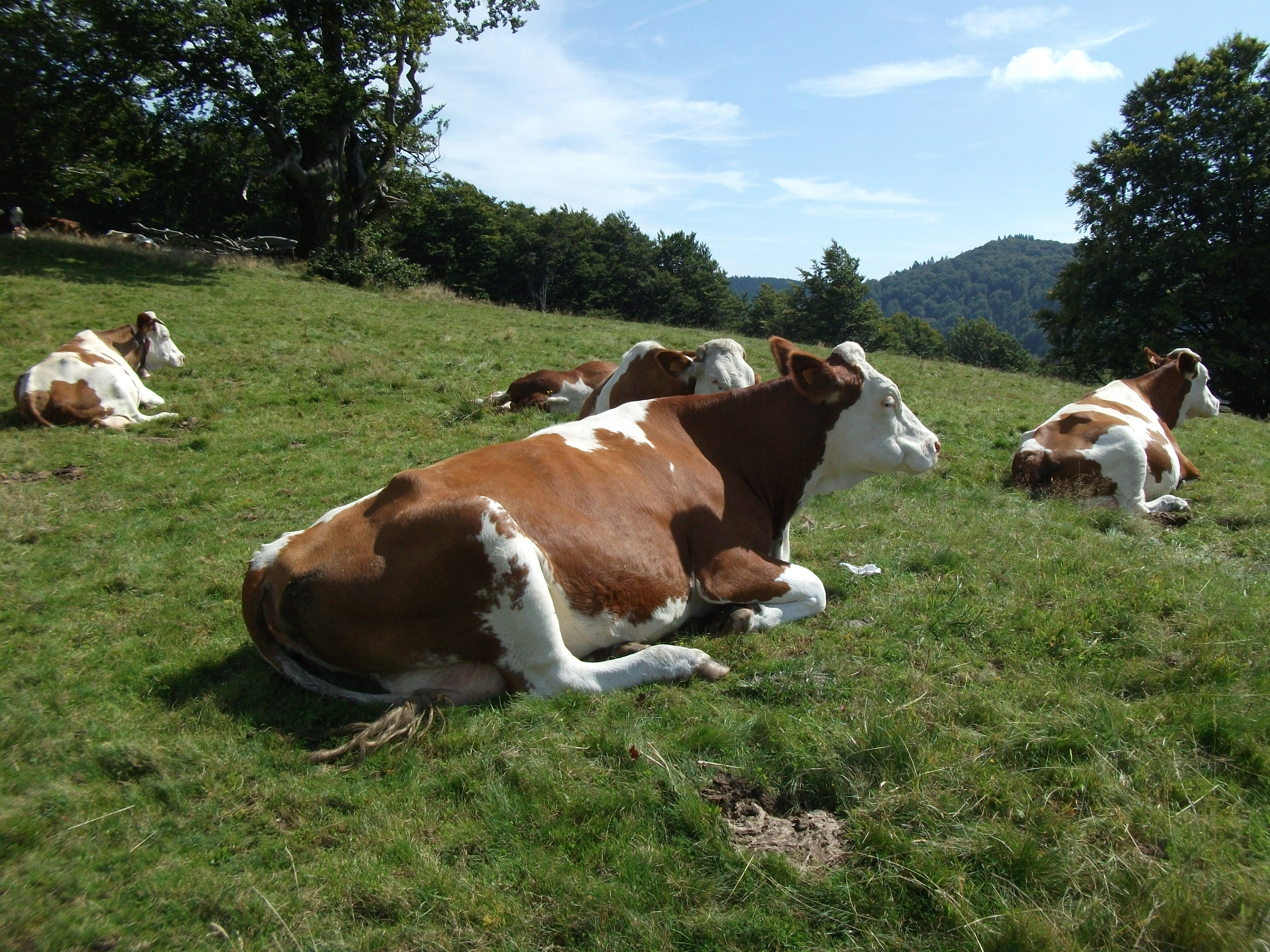
Montbéliardes dans le Haut-Rhin.
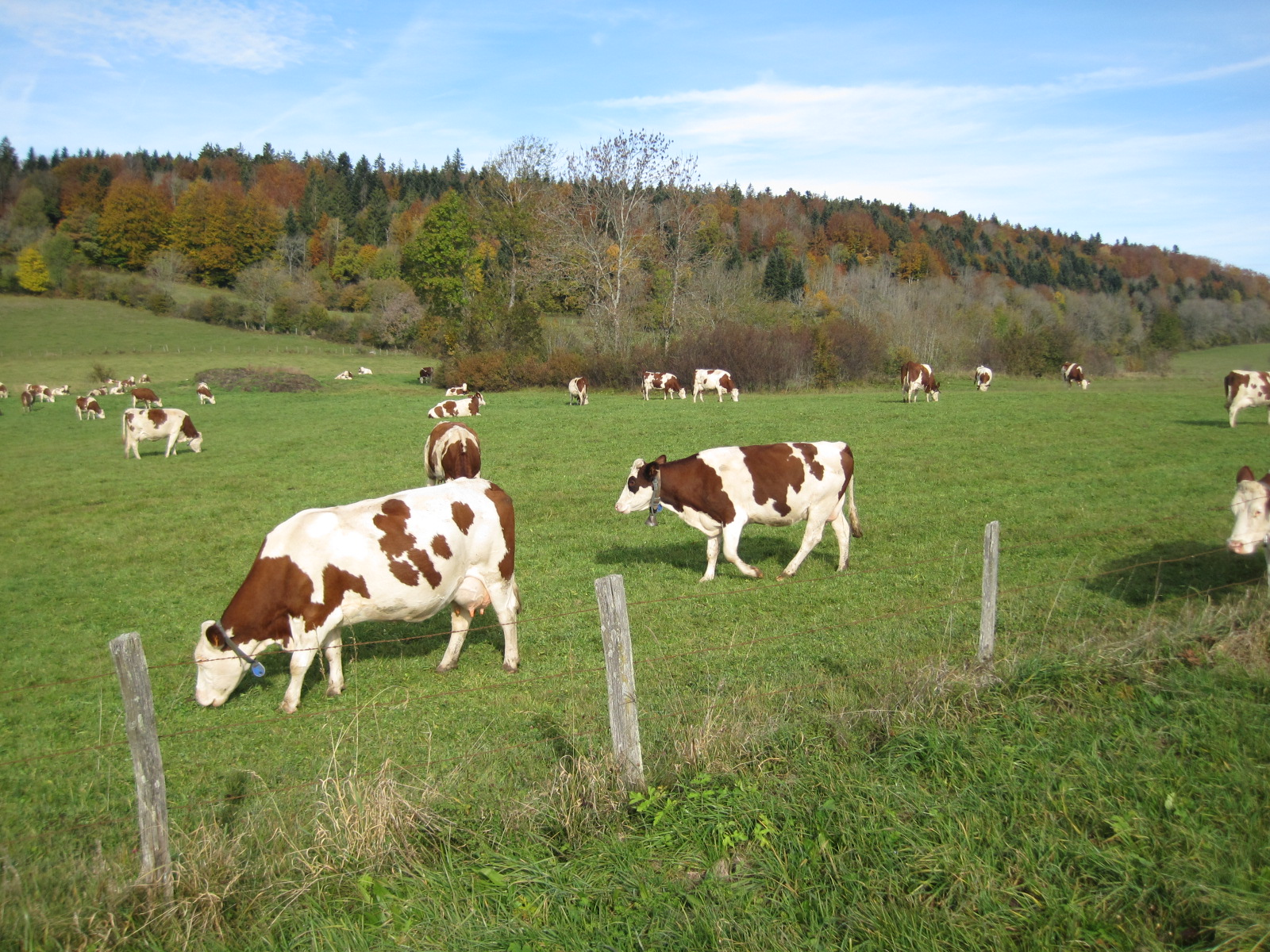
Montbéliardes dans le Haut-Doubs.
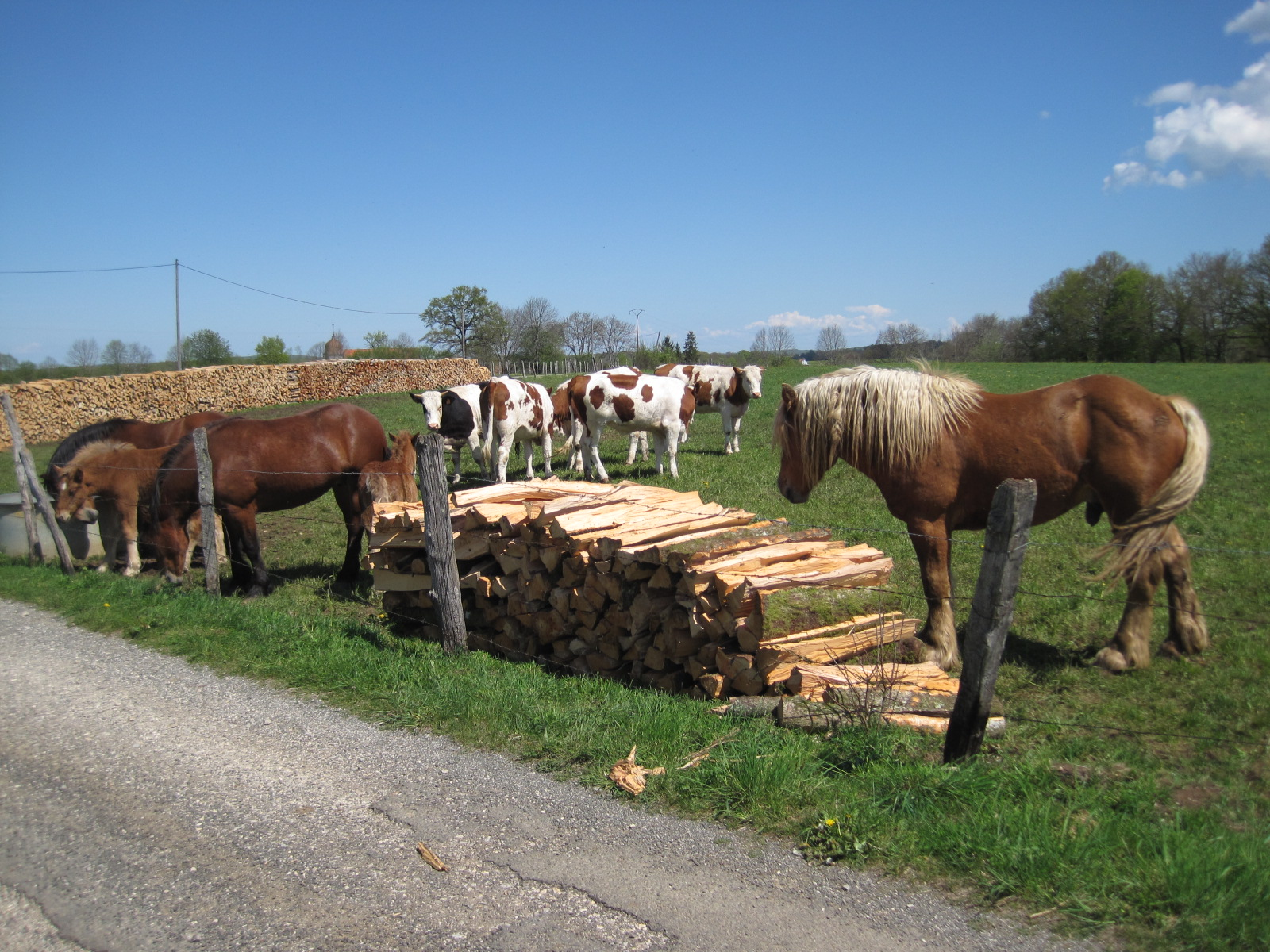
Chevaux de trait Comtois et Montbéliardes du massif du Jura.

Montbéliardes à Entre-les-Fourgs (Jougne)
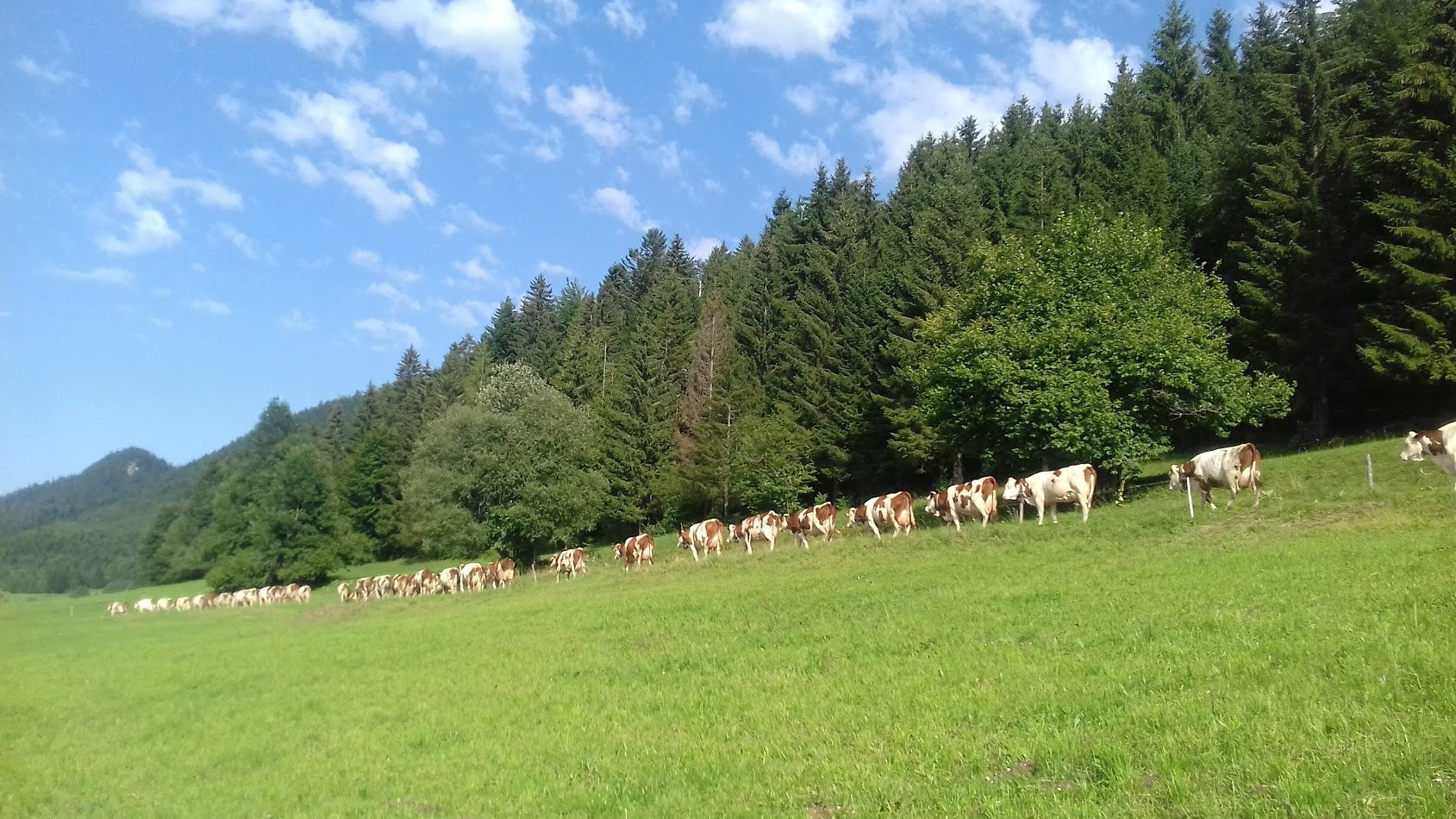
Troupeau partant pour la traite.
- Vidéo sonore : remontée des vaches.

## Sources